# Granzima B
A Granzima B é um grânulo serino-protease do linfócito T citotóxico, o qual é liberado quando esta célula reconhece um antígeno estranho presente na superfície das células infectadas do hospedeiro.
Ao reconhecer o antígeno, os Linfócitos T citotóxicos liberam a perforina, uma molécula que forma um poro transmembrânico por onde entra a Granzima B.
Ela possui a habilidade de clivar proteínas e é capaz de ativar várias caspases celulares.